# Prins Hendrik (molen)
De Prins Hendrik was een korenmolen in het Zeeuwse stadje Westkapelle, gebouwd op de zeedijk aan de Westerschelde. De molen, een grondzeiler, werd gebouwd in 1773. Door de ligging werd deze molen in de volksmond ook wel de Dijkmolen of de Diekmeulen genoemd. De Prins Hendrik werd in de Tweede Wereldoorlog bij het Engelse bombardement van Walcheren op 3 oktober 1944 verwoest. Een uit de molen afkomstige molensteen op de zeedijk fungeert als oorlogsmonument.